# Carbapenem

Estructura del carbapenem

Els carbapenems són una classe d'antibiòtics β-lactàmics amb un ampli espectre d'activitat antibacteriana. La seva estructura els fa molt resistents a la majoria de β-lactamases. Els carbapenems es van desenvolupar primer de la tienamicina, un producte derivat de manera natural de Streptomyces cattleya.
Els carbapenems són antibiòtics usats contra infeccions com les d'Escherichia coli (E. coli) i Klebsiella pneumoniae. Recentment hi ha hagut resistències entre aquests coliformes per haver format ells un nou enzim i això causa molta preocupació en no haver nous antibiòtics preparats per combatre aquestes infeccions.

## Exemples
Els següents medicaments pertanyen a la classe dels carbapenems:
- Imipenem
- Meropenem
- Ertapenem
- Doripenem
- Panipenem/betamipron
- Biapenem
- Razupenem (PZ-601)
  - PZ-601.[5]

Faropenem està relacionat, però és un penem, no un carbapenem.